# Haakon Sörvik
Haakon Sörvik (Gotemburgo, Suecia; 31 de octubre de 1886-30 de mayo de 1970) fue un gimnasta artístico sueco, campeón olímpico en Londres 1908 en el concurso por equipos.

## Carrera deportiva
En las Olimpiadas celebradas en Londres en 1908 consigue el oro en el concurso por equipos, por delante de los noruegos (plata) y finlandeses (bronce), y siendo sus compañeros de equipo los gimnastas: Sven Rosen, Carl Bertilsson, Hjalmar Cedercrona, Andreas Cervin, Rudolf Degermark, Carl Folcker, Sven Forssman, Erik Granfelt, Carl Harleman, Nils Hellsten, Gunnar Höjer, Arvid Holmberg, Carl Holmberg, Oswald Holmberg, Hugo Jahnke, John Jarlén, Gustaf Johnsson, Rolf Johnsson, Nils von Kantzow, Sven Landberg, Olle Lanner, Axel Ljung, Gosta Asbrink, Carl Martin Norberg, Erik Norberg, Tor Norberg, Axel Norling, Daniel Norling, Gösta Olson, Leonard Peterson, Gustaf Rosenquist, Axel Sjöblom, Birger Sörvik, Osvald Moberg, Karl Johan Svensson, Karl Gustaf Vinqvist y Nils Widforss.